# Sálima
Sálima ist eine Ortschaft und eine Parroquia rural („ländliches Kirchspiel“) im Kanton Muisne der ecuadorianischen Provinz Esmeraldas. Die Parroquia besitzt eine Fläche von 43,05 km². Die Einwohnerzahl lag im Jahr 2010 bei 1117.

## Lage
Die Parroquia Sálima liegt an der Pazifikküste im Nordwesten von Ecuador. Das Verwaltungsgebiet erstreckt sich über das Einzugsgebiet des kleinen Flüsschens Río Sálima. Der Hauptort befindet sich am Río Sálima 2 km östlich vom Ästuar des Río Cojimíes sowie 32 km südlich vom Kantonshauptort Muisne. Die Fernstraße E15 (Esmeraldas–Manta) führt an Sálima vorbei.
Die Parroquia Sálima grenzt im Norden an die Parroquia Daule sowie im Osten und im Südosten an die Parroquia San José de Chamanga. Westlich, auf der gegenüberliegenden Seite der Mündungsbucht des Río Cojimíes befindet sich die Parroquia Cojimíes (Provinz Manabí, Kanton Pedernales).

## Orte und Siedlungen
In der Parroquia gibt es neben dem Hauptort folgende Siedlungen: Firme, Limón, Golpea Coco und El Mango.

## Geschichte
Die Parroquia Sálima wurde am 3. Dezember 1962 mittels Acuerdo Ministerial N° 020 eingerichtet.